# Sheena Is a Punk Rocker
"Shenna Is a Punk Rocker" é uma canção da banda de punk rock Ramones. Sua primeira aparição foi no segundo álbum de estúdio do grupo, Leave Home, de 1977.

## Recepção
Foi eleita a quinta melhor canção do ano de 1977 pela NME. Ela foi posteriormente incluída na lista das 500 melhores canções de todos os tempos da revista Rolling Stone e na lista das 500 canções que moldaram o rock and roll do Rock and Roll Hall of Fame.

## Melhor posição nas paradas musicais
| Parada (1977)              | Melhor posição |
| -------------------------- | -------------- |
| Suécia (Sverigetopplistan) | 20             |